# Jessika Ponchet
Jessika Ponchet (født 26. september 1996 i Bayonne, Frankrig) er en professionel tennisspiller fra Frankrig.